# Combe brianus
Combe brianus là một loài bọ cánh cứng trong họ Cerambycidae.